# (42487) Ångström
(42487) Ångström – planetoida z grupy pasa głównego asteroid okrążająca Słońce w ciągu 3 lat i 332 dni w średniej odległości 2,48 j.a. Została odkryta 9 września 1991 roku w Karl Schwarzschild Observatory w Tautenburgu przez Freimuta Börngena i Lutza Schmadela. Nazwa planetoidy pochodzi od Andersa Ångströma (1814-1874), szwedzkiego fizyka i astronoma. Przed nadaniem nazwy planetoida nosiła oznaczenie tymczasowe (42487) 1991 RY2.